# Germania Ovest agli XI Giochi olimpici invernali
La Germania Ovest partecipò agli XI Giochi olimpici invernali, svoltisi a Sapporo, Giappone, dal 3 al 13 febbraio 1972, con una delegazione di 78 atleti impegnati in dieci discipline.

## Medagliere

### Per discipline
| Sport                   | Oro | Argento | Bronzo | Totale |
| ----------------------- | --- | ------- | ------ | ------ |
| Pattinaggio di velocità | 2   | 0       | 0      | 2      |
| Bob                     | 1   | 1       | 1      | 3      |
| Totale                  | 3   | 1       | 1      | 5      |

### Medaglie
| Medaglia | Atleta                                                                   | Sport                   | Evento                 |
| -------- | ------------------------------------------------------------------------ | ----------------------- | ---------------------- |
| Oro      | Wolfgang Zimmerer Peter Utzschneider                                     | Bob                     | Bob a due maschile     |
| Oro      | Erhard Keller                                                            | Pattinaggio di velocità | 500 m maschile         |
| Oro      | Monika Pflug                                                             | Pattinaggio di velocità | 1000 m femminile       |
| Argento  | Horst Floth Pepi Bader                                                   | Bob                     | Bob a due maschile     |
| Bronzo   | Wolfgang Zimmerer Peter Utzschneider Stefan Gaisreiter Walter Steinbauer | Bob                     | Bob a quattro maschile |